# Шапел д'Армантјер
Шапел д'Армантјер (фр. Chapelle-d'Armentières) насеље је и општина у североисточној Француској у региону Север-Па де Кале, у департману Север која припада префектури Лил.
По подацима из 2011. године у општини је живело 8389 становника, а густина насељености је износила 812,1 становника/km². Општина се простире на површини од 10,33 km². Налази се на средњој надморској висини од 18 метара (максималној 20 m, а минималној 15 m).

## Демографија
| 1962. | 1968. | 1975. | 1982. | 1990. | 1999. | 2011. |
| ----- | ----- | ----- | ----- | ----- | ----- | ----- |
| 4.673 | 5.300 | 6.080 | 6.703 | 7.825 | 7.903 | 8.389 |

График промене броја становника у току последњих година